# Syria chiếm đóng Liban
Cuộc chiếm đóng Liban của Syria (1976-2005) bắt đầu vào năm 1976 với nỗ lực kiểm soát Liban của chính phủ Ba'ath của Syria. Nó chấm dứt vào ngày 26 tháng 4 năm 2005 là kết quả cuộc Cách mạng cây tuyết tùng, sau vụ ám sát cựu thủ tướng Liban Rafic Hariri.
Tháng 1 năm 1976, một đề nghị của Syria nhằm khôi phục lại giới hạn đối với sự hiện diện của người du kích Palestine ở Liban, đã được đưa ra trước khi cuộc nội chiến Liban bùng nổ, đã được một số ít người Maronite chào đón, nhưng bị quân du kích Palestine và đồng minh giữa nhóm Druze và cánh tả từ chối. Vào tháng 6 năm 1976, để đối phó với sự đối lập của phe sau này (thường liên minh với Syria), chính quyền Syria đã phái các đơn vị Palestine dưới sự kiểm soát của họ vào Lebanon và ngay sau đó cũng đã gửi quân đội riêng của họ. Syria tuyên bố những can thiệp này được đưa ra để đáp ứng với những thỉnh cầu của dân làng Kitô bị tấn công của nhóm cánh tả ở Liban.
Vào tháng 10 năm 1976, Syria gây ra thiệt hại đáng kể cho lực lượng cánh tả và các đồng minh Palestine của họ, nhưng tại một cuộc họp của Liên đoàn Ả Rập, nó bị buộc phải chấp nhận ngừng bắn. Các bộ trưởng của Liên đoàn quyết định mở rộng lực lượng gìn giữ hòa bình Ả Rập hiện tại ở Liban, nhưng nó đã trở thành một lực lượng Ả Rập cản trở lớn bao gồm gần như toàn bộ từ quân đội Syria. Sự can thiệp quân sự của Syria được hợp pháp hóa và nhận được các khoản trợ cấp từ Liên đoàn Ả Rập cho các hoạt động của mình.
Năm 1989, tại các thỏa thuận cuối cùng của cuộc nội chiến, hai cơ quan hành chính đối lập được thành lập ở Liban: Một nhóm quân đội dưới quyền của Michel Aoun ở Đông Beirut và một nhóm dân sự dưới quyền Selim el-Hoss đóng tại Tây Beirut; nhóm sau này được sự hỗ trợ của Syria. Aoun chống lại sự hiện diện Syria ở Liban, trích dẫn Nghị quyết 520 của Hội đồng Bảo an LHQ. Trong "Chiến tranh Giải phóng", nổ ra vào tháng 3 năm 1989, lực lượng của Aoun bị đánh bại và chính ông đã bị trục xuất khỏi Liban. Năm 1991, Hiệp ước "Anh em, Hợp tác và Điều phối", được ký kết giữa Liban và Syria, hợp pháp hóa sự hiện diện quân sự của Syria ở Lebanon. Nó quy định rằng Liban sẽ không là một mối đe dọa đối với an ninh của Syria và rằng Syria có trách nhiệm bảo vệ Liban từ các mối đe dọa bên ngoài. Tháng 9 cùng năm đó, một Hiệp ước quốc phòng và an ninh được ban hành giữa hai nước
.
Sau vụ ám sát cựu Thủ tướng Liban Rafic Hariri năm 2005, vì nghi ngờ có dính líu của Syria tới cái chết của ông, cuộc nổi dậy của công chúng được gọi là cuộc Cách mạng cây tuyết tùng bùng ra ở khắp đất nước này. Với việc thông qua Nghị quyết 1559 của Liên Hợp Quốc, Syria buộc phải thông báo rút hoàn toàn khỏi Liban vào ngày 30 tháng 4 năm 2005.